# Witold Rzyman
Witold Karol Rzyman – polski chirurg, profesor nauk medycznych, pracownik naukowy Katedry i Kliniki Chirurgii Klatki Piersiowej Wydziału Lekarskiego Gdańskiego Uniwersytetu Medycznego.

## Życiorys
W 2000 r.  obronił pracę doktorską pt. Wyniki leczenia przewlekłych ropniaków opłucnej ze szczególnym uwzględnieniem oceny czynności płuca, której promotorem był prof. Jan Skokowski, w 2005 r. habilitował się na podstawie pracy zatytułowanej Ocena wartości śródoperacyjnego oznaczenia węzła wartowniczego, u chorych na niedrobnkomórkowego raka płuca. W 2012 r.  uzyskał tytuł profesora nauk medycznych.
Pracuje na stanowisku profesora i kierownika w Katedrze i Klinice Chirurgii Klatki Piersiowej na Wydziale Lekarskim Gdańskiego Uniwersytetu Medycznego.
Jest członkiem zarządu Polskiego Towarzystwa Kardio-Torakochirurgów, oraz należy do Rady Dyscypliny Naukowej – Nauk Medycznych Gdańskiego Uniwersytetu Medycznego.

## Wyróżnienia
- Nagroda Marszałka Województwa Pomorskiego[2]